# Vanessa-Mae
Vanessa-Mae (chiń. 陈美; pinyin Chén Měi), właściwie Vanessa-Mae Vanakorn Nicholson, także Vanessa Vanakorn (ur. 27 października 1978 w Singapurze) – brytyjska kompozytorka, skrzypaczka i sportsmenka. Jest wykonawczynią zarówno muzyki poważnej, jak i pop. Uprawia narciarstwo alpejskie.

## Życiorys
Matka pochodzi z Singapuru, ojciec – Taj. Po rozpadzie małżeństwa, matka wyszła za Brytyjczyka – Grahama Nicholsona. Z czteroletnią Vanessą przeprowadzili się do Londynu, gdzie Vanessa otrzymała obywatelstwo brytyjskie.
Naukę muzyki rozpoczęła w 1982 roku, w wieku 4 lat, od lekcji gry na pianinie. Dwa lata później, w 1984 roku, udzielono jej pierwszych lekcji muzyki na skrzypcach. W 1989 roku dała swój pierwszy koncert symfoniczny w filharmonii z towarzyszeniem orkiestry (miała 11 lat). Pierwszą międzynarodową trasę, u boku the London Mozart Players in Mozart Bicentenary, rozpoczęła w roku 1991 w wieku 13 lat.
Jest najmłodszą znaną solistką, która nagrała koncerty skrzypcowe Czajkowskiego i Beethovena – w wieku 13 lat.
W okresie dojrzewania zerwała z tradycyjnie graną muzyką poważną i zyskała rozgłos m.in. dzięki swojemu widowiskowemu stylowi gry. Pojawiła się w wielu muzycznych nagraniach filmowych, szokując ekstrawaganckim ubiorem. Zobaczyć ją można było m.in. w teledyskach Janet Jackson promujących jej album The Velvet Rope.
W ogłoszonym w roku 2007 rankingu na najbogatszych muzyków poniżej trzydziestego roku życia w Wielkiej Brytanii Vanessa Mae zajęła 1. pozycję.
Uprawia narciarstwo alpejskie, w 2014 roku wywalczyła kwalifikację na igrzyska olimpijskie w Soczi jako reprezentantka Tajlandii.

## Kontrowersje
W 2011 roku wystąpiła (podobnie jak Seal) w Groznym na wielkiej uroczystości, która została zorganizowana w tym samym czasie, kiedy Ramzan Kadyrow obchodził 35 urodziny (Kadyrow zaprzeczał, że impreza ma coś wspólnego z jego jubileuszem). Na uroczystości gościli także Hilary Swank i Jean-Claude Van Damme. Wszyscy celebryci mieli otrzymać honorarium za obecność na imprezie (sama Mae za swój występ miała podobno zainkasować pół miliona dolarów), wszyscy zostali również skrytykowani przez organizację chroniącą prawa człowieka za pojawienie się na uroczystości oraz za przyjęcie za to gaży.
Na ZIO Soczi 2014 wystąpiła w slalomie gigancie – ukończyła oba przejazdy i została sklasyfikowana na 67. miejscu z łącznym czasem 3:26,97 i stratą +50.10 do zwyciężczyni, Słowenki Tiny Maze. Jednak w niespełna pół roku po igrzyskach wyszło na jaw, że start w olimpijskich zawodach skrzypaczka zapewniła sobie dzięki manipulacji, bo wyniki zawodów w słoweńskim ośrodku Krvavec dające Mae kwalifikację na tę imprezę zostały sfałszowane. Lokalni sędziowie odpowiedzialni za to oszustwo zostali zawieszeni w obowiązkach, a o całej sprawie została poinformowana policja. 11 listopada 2014 Międzynarodowa Federacja Narciarska poinformowała o zawieszeniu Mae na cztery lata w związku ze sfałszowaniem wyników wyścigu kwalifikacyjnego.
W 2015 roku Mae została oczyszczona z zarzutów przez Międzynarodowy Trybunał Arbitrażowy ds. Sportu (CAS) w Lozannie. CAS potwierdził, że podczas zawodów w Słowenii, gdzie Mae wywalczyła prawo startu w Soczi, doszło do wielu nieprawidłowości, ale sama zawodniczka nie miała na to żadnego wpływu.

## Dyskografia

### Albumy
- Violin (1990)
- My Favourite Things-Kids’ Classics (1991)
- Tchaikovsky & Beethoven Violin Concertos (1991, 1992)
- The Violin Player (1994) – platynowa płyta w Polsce[14]
- The Alternative Record from Vanessa-Mae (1996)
- The Classical Album 1 (12 listopada 1996) – platynowa płyta w Polsce[15]
- China Girl-the Classical Album 2 (9 września 1997)
- Storm (14 lipca 1997)
- The Original Four Seasons and the Devil’s Trill Sonata-the Classical Album 3 (16 lutego 1999) – złota płyta w Polsce[16]
- The Classical Collection-Part 1 (2000)
- Subject to Change (17 lipca 2001)
- The Best of Vanessa-Mae (5 listopada 2002)
- Xpectation (Jazz collaboration with Prince) (2003)
- The Ultimate (23 grudnia 2003)
- Choreography (2004)

### Specjalne edycje
- The Violin Player: Japanese Release (1995)
- The Classical Album 1: Silver Limited Edition (1 stycznia 1997)
- Storm: Asian Special Edition (1 stycznia 1997)
- The Original Four Seasons and the Devil’s Trill Sonata: Asian Special Edition (1 lutego 1999)
- Subject to Change: Asian Special Edition (1 lipca 2001)
- The Ultimate: Dutch Limited Edition (styczeń 2004)

### Single
- „Toccata & Fugue” (1995)
- „Toccata & Fugue – The Mixes” (1995)
- „Red Hot” (1995)
- „Classical Gas” (1995)
- „I’m a-Doun for Lack O’ Johnnie” (1996)
- „Bach Street Prelude” (1996)
- „Happy Valley” (1997)
- „I Feel Love Part 1” (1997)
- „I Feel Love Part 2” (1997)
- „The Devil’s Trill & Reflection” (1998)
- „Destiny” (2001)
- „White Bird” (2001)